# Седякин, Александр Игнатьевич
Алекса́ндр Игна́тьевич Седя́кин (14 [26] ноября 1893, Санкт-Петербург — 29 июля 1938, Коммунарка) — советский военный деятель, командарм 2-го ранга (1935).

## Биография
Александр Седякин родился 14 (26) ноября 1893 в Санкт-Петербурге в семье рабочего, служившего в лейб-гвардии Преображенском полку. Русский.
С 1908 года семья Седякиных жила в Кургане на улице Запольной, у Конной площади, напротив входа в храм Александра Невского (ныне перекрёсток ул. Урицкого и ул. Володарского). В семье было четверо сыновей: Александр (1893), Константин (1898), Феофилакт (1899), Михаил (1905) и дочь Клавдия (1907).
В 1914 году окончил Красноярское землемерное училище, работал землемером в Тобольской губернии.

### Первая мировая война
Вскоре после начала Первой мировой войны, в ноябре 1914 года призван в Русскую императорскую армию. В 1915 году окончил Иркутскское военное училище, после чего в октябре 1915 года направлен на фронт, прапорщик. Воевал на Северном фронте в составе 151-го Пятигорского пехотного полка. За личную храбрость за два года войны вырос в чинах до штабс-капитана. Был дважды ранен. Командир пехотного взвода, роты, батальона, начальник пулемётной команды полка.
Активно участвовал в революционных событиях 1917 года на фронте. В марте 1917 года избран председателем полкового солдатского комитета. С мая 1917 года — заместитель председателя солдатского комитета 38-й пехотной дивизии. С августа 1917 года — член РКП(б). Избран депутатом Учредительного собрания от Северного фронта по списку № 5 (РСДРП(б)). После Октябрьской революции в ноябре 1917 года назначен председателем Совета армейских комиссаров и фактически командующий 5-й армией, формировал отряды Красной гвардии. Способствовал переходу многих частей армии на сторону большевиков и в частности, обеспечил сохранность и передачу им армейских складов вооружения и снаряжения.

### Гражданская война
После революции оставался на фронте. В марте 1918 года вступил в Красную армию, назначен председателем Военно-революционного комитета Новоржевского участка отрядов завесы, участвовал в боевых действиях против германских интервентов. С мая 1918 года — военком 2-й Псковской стрелковой дивизии.
С 6 августа 1918 года — командир бронепоезда на Восточном фронте, но уже с 22 августа — командир 1-го Курского пехотного полка, воевал против армий А. В. Колчака. В сентябре 1918 года переброшен на Южный фронт, назначен командиром 2-й отдельной Курской пехотной бригады (по ноябрь). С января 1919 года — помощник командующего 13-й армией на Южном фронте, сражался против войск А. И. Деникина. Короткое время в августе 1919 года был военкомом штаба Южного фронта, затем назначен командиром 3-й отдельной Воронежской стрелковой бригады. С 12 октября 1919 года — начальник 31-й стрелковой дивизии, с 12 ноября 1919 — начальник 15-й Инзенской стрелковой дивизии. Во главе её продолжил воевать на Южном фронте, в ходе оборонительных боёв в Северной Таврии против армии генерала П. Н. Врангеля 25 июня 1920 года был тяжело ранен.
С октября 1920 года — командир 1-й, с февраля 1921 года — командир 10-й запасной стрелковой бригады.

### Кронштадт и Карелия
Отличился при подавлении Кронштадтского восстания в марте 1921 года. Был назначен командующим Южной группой войск 7-й армии. В состав группы входило до 13 000 штыков, её комиссаром был К. Е. Ворошилов. При штурме крепости группе отводилась основная роль. Части Седякина первыми ворвались в крепость. В разгар уличных боёв отдал приказ кавалерии поддержать атаку пехотных частей, действуя по льду Финского залива, что внесло перелом в ход сражения. После подавления восстания назначен комендантом Кронштадтской крепости.
В апреле 1921 года назначен инспектором пехоты Петроградского военного округа, в августе 1921 года стал командующим Петроградским укреплённым районом и комендантом Петрограда (в этой должности по сентябрь 1923 года). В октябре 1921 года срочно направлен в Карелию, где началось вторжение финских войск (в современной науке часто именуется второй советско-финской войной, в советское время именовалось «белофинской авантюрой в Карелии»). Назначен командующим войсками Карело-Мурманского района, совместно с Главнокомандующим Вооружёнными силами Республики С. С. Каменевым разработал операцию по разгрому финских и белогвардейских отрядов. В январе-феврале 1922 года руководил наступательными операциями советских войск: сначала окружил главную группировку противника, затем без паузы провёл решительное фронтальное наступление против оставшихся разрозненных отрядов противника, отбросив его за границу. Широко применял действия подвижных лыжных отрядов, лишив тем самым финнов их превосходства в маневренности.

### Послевоенное время
Окончил Военно-академические курсы высшего комсостава РККА в 1923 году.
С ноября 1923 года — командующий 5-й Краснознамённой армией на Дальнем Востоке, участвовал в подавлении восстаний на Дальнем Востоке.
С марта 1924 года — командующий войсками Приволжского военного округа.
С лета 1926 года — заместитель начальника Главного управления РККА, инспектор пехоты и бронесил РККА.
С марта 1931 года — начальник и комиссар Военно-технической Академии РККА имени Ф. Э. Дзержинского.
С осени 1932 года — начальник Управления боевой подготовки РККА.
С 1933 года он занимал должность заместителя начальника Штаба РККА и начальника Управления боевой подготовки.
С 1934 года — член Военного совета при Народном комиссаре обороны СССР.
С осени 1934 года — заместитель начальника Генерального Штаба РККА и инспектор высших военно-учебных заведений РККА.
С декабря 1936 года — начальник Управления противовоздушной обороны РККА. По инициативе начальника Управления по боевой подготовке РККА, командарма 2-го ранга А. И. Седякина был учреждён нагрудный знак «Снайпер РККА».
С июля 1937 года — командующий войсками Бакинского района ПВО.

### Репрессии
Арестован 2 декабря 1937 года. Признал себя виновным в участии в антисоветском, троцкистском и военно-фашистском заговоре в РККА. 29 июля 1938 года приговорён Военной коллегией Верховного Суда СССР к высшей мере наказания. Расстрелян в тот же день на  расстрельном полигоне «Коммунарка» Коммунарского сельсовета Ленинского района Московской области, ныне в Поселении Сосенское Новомосковского административного округа Москвы.
Определением Военной коллегии Верховного Суда СССР от 4 августа 1956 года реабилитирован.

## Воинские чины и звания
- Прапорщик — 1915
- Подпоручик
- Поручик
- Штабс-капитан
- Командарм 2-го ранга — 20.11.1935[9]

## Награды
- Орден Святого Станислава II степени[10]
- Орден Святой Анны IV-й степени с надписью «За храбрость», 14 (27) февраля 1917 года
- Георгиевское оружие, 11 (24) сентября 1917 года
- Два ордена Красного Знамени (1921 — за подавление Кронштадтского восстания; 24.07.1922 — за победу в Карелии)[11].
- Знак «Честному воину Карельского фронта», 1933 год[12]

## Семья
Был женат дважды. Вторая жена — Валентина Александровна Дыбенко-Седякина (1898 — 26 августа 1938), бывшая супруга П. Е. Дыбенко, арестована 2 декабря 1937 и расстреляна на полигоне Коммунарка «за шпионаж» 26 августа 1938 года. Реабилитирована постановлением Военной коллегии от 6 июня 1957 года.

## Работы
- А. Седякин. Основы методического руководства летней (лагерной) учёбой войск // Война и революция. — 1928. — № 5.
- инспектор пехоты РККА т. Седякин. Красной Армии нужны меткие стрелки // Красноармеец и краснофлотец. — 1929. — № 12. — С.8-10.